# Durio macrolepis
Durio macrolepis Kosterm.è un albero della famiglia delle Malvacee nativo della penisola malese.
Il frutto non è mai stato rinvenuto.